# Liselotte Landbeck
Liselotte Landbeck (Wenen, 13 januari 1916 - Quintal, Haute-Savoie, 15 februari 2013) was een Oostenrijks-Belgische kunst- en langebaanschaatsster die in de eerste helft van de jaren dertig in beide sporten aan wedstrijden deelnam. Op 21 februari 2011 raakte bekend dat ze in de winter van 1939 en 1940 een relatie had met Leopold III, toenmalig koning van België. Uit deze relatie werd een dochter genaamd Ingeborg geboren.

## Kunstschaatsen
Op het Oostenrijkse NK Kunstrijden stond ze drie keer op het erepodium, één keer tweede en twee keer eerste. Ze nam vijf opeenvolgende jaren deel aan het EK Kunstschaatsen (1932-1936), waarbij ze twee keer tweede werd. Ze nam tweemaal deel aan het WK Kunstschaatsen, 1933 en 1934, waarbij ze in 1934 derde werd.
In 1935 huwde ze met de Belgische kunstschaatser Robert Verdun, verhuisde naar België, en kon daarom in 1936 België vertegenwoordigen op de Winterspelen in Garmisch-Partenkirchen waar ze vierde werd.

## Langebaanschaatsen
In 1933 werd ze, nog onofficieel, de eerste Wereldkampioene Allround. Op de 500 meter en 1000 meter was ze enkele keren wereldrecordhoudster.

## Belangrijke resultaten
| Kampioenschap     | 1932 | 1933   | 1934   | 1935   | 1936 |
| ----------------- | ---- | ------ | ------ | ------ | ---- |
| OS Kunstschaatsen |      |        |        |        | 4e * |
| WK Kunstschaatsen |      | 6e     | Brons  |        |      |
| EK Kunstschaatsen | 5e   | 6e     | Zilver | Zilver | 4e   |
| WK Allround       |      | Goud   |        |        |      |
| NK Kunstschaatsen | 5e   | Zilver | Goud   | Goud   |      |

(* voor België uitkomend)

## Wereldrecords
| Nr. | Afstand | Tijd   | Datum           | Baan  | Tot en met       |
| --- | ------- | ------ | --------------- | ----- | ---------------- |
| 1   | 500m    | 58,7   | 9 januari 1932  | Davos | 20 maart 1932    |
| 2   | 1000m   | 2.08,8 | 10 januari 1932 | Davos | 17 januari 1932  |
| 3   | 500m    | 51,5   | 20 januari 1933 | Davos | 13 januari 1934  |
| 4   | 1000m   | 1.48,5 | 22 januari 1933 | Davos | 14 januari 1934  |
| 5   | 500m    | 51,3   | 13 januari 1934 | Davos | 12 februari 1934 |

### Wereldrecords laaglandbaan (officieus)
| Nr. | Afstand   | Tijd | Datum            | Baan  |
| --- | --------- | ---- | ---------------- | ----- |
| 1.  | 500 meter | 53,7 | 18 december 1932 | Wenen |
| 2.  | 500 meter | 52,2 | 5 februari 1933  | Oslo  |
| 3.  | 500 meter | 51,8 | 22 februari 1933 | Wenen |